# Zementoblast
Zementoblasten sind spezialisierte Bindegewebszellen, die das Wurzelzement bilden (Zementogenese).
Die an das Wurzeldentin angrenzenden Zementoblasten differenzieren sich während der Embryonalentwicklung aus den mesenchymalen Zellen des Zahnhalteapparates.
Die Zementogenese kann das ganze Leben andauern, solange keine Schädigung des Zahnhalteapparates besteht.
Die Zementoblasten bilden zunächst das Präzement, das aus einer (mukoproteinhaltigen) Grundsubstanz besteht und Kollagenfibrillen. Fibroblasten beteiligen sich auch an der Wurzelzementbildung; sie produzieren die Sharpey-Fasern des Zahnhalteapparates. Durch Mineralisierung entsteht aus dem Präzement das Wurzelzement. 
Weichen die Zementoblasten während der Grundsubstanzbildung zurück, so entsteht azelluläres Fremdfaserzement (AFZ). Werden die Zementoblasten allerdings während der Grundsubstanzbildung von dieser eingeschlossen, dann wandeln sich die Zementoblasten in Zementozyten um. Zementozyten bilden zelluläres Gemischfaserzement (ZGZ).